# Tergu

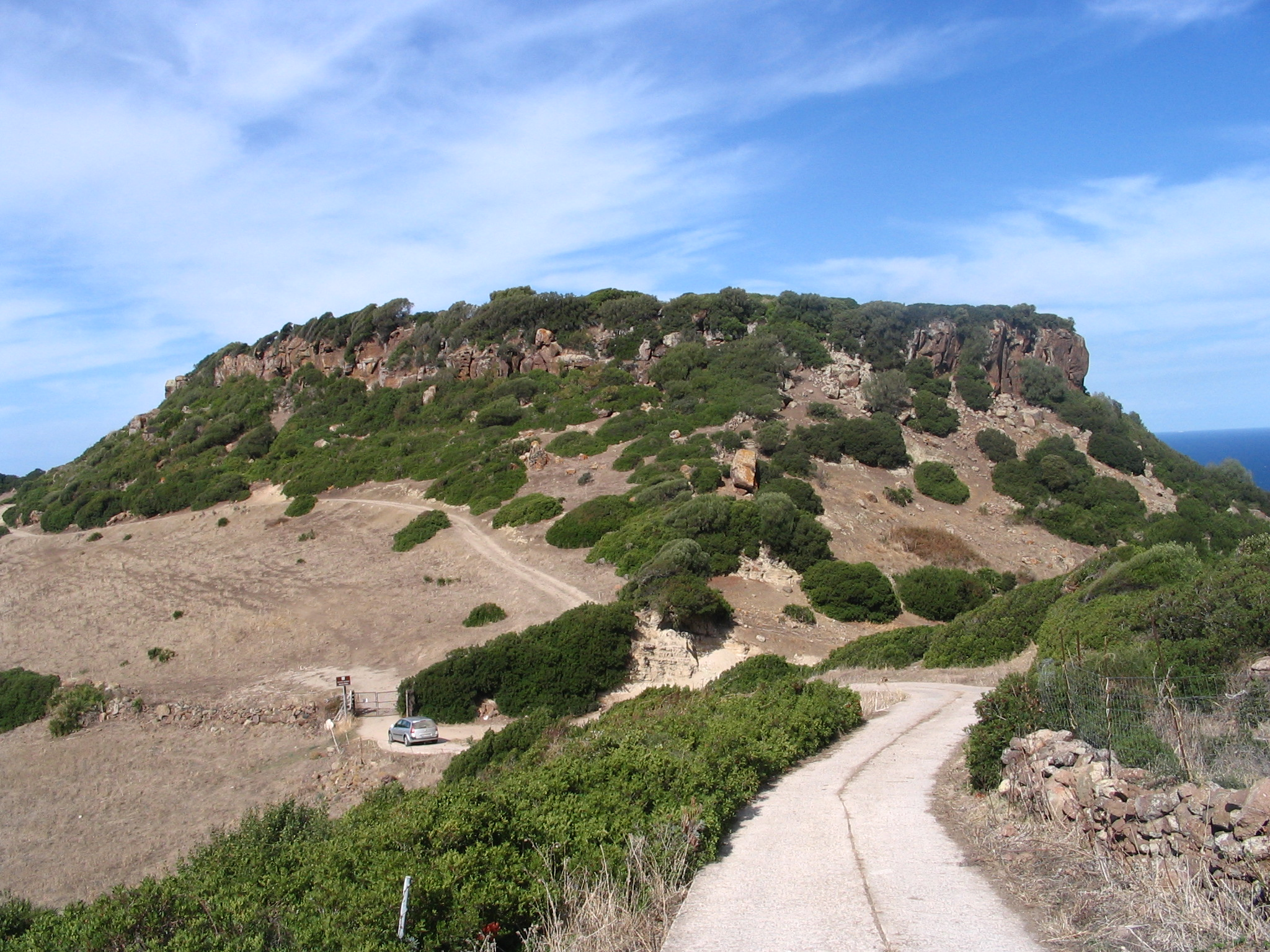
Der Monte Elias oberhalb von Tergu

Tergu ist eine Gemeinde in der Metropolitanstadt Sassari auf der italienischen Insel Sardinien mit 608 Einwohnern (Stand 31. Dezember 2023). Sie liegt ungefähr 200 km nördlich von Cagliari und ungefähr 20 km östlich von Sassari.
Die Nachbargemeinden sind Castelsardo, Nulvi, Osilo, Sedini, Sennori und Sorso.
Die Gemeinde liegt auf einem Hochplateau, etwa 5 km südlich von Castelsardo und dem Golf von Asinara entfernt.